# Vergiate
Vergiate är en ort och kommun i provinsen Varese i regionen Lombardiet i Italien. Kommunen hade 8 716 invånare (2018).